# Rote Häuser

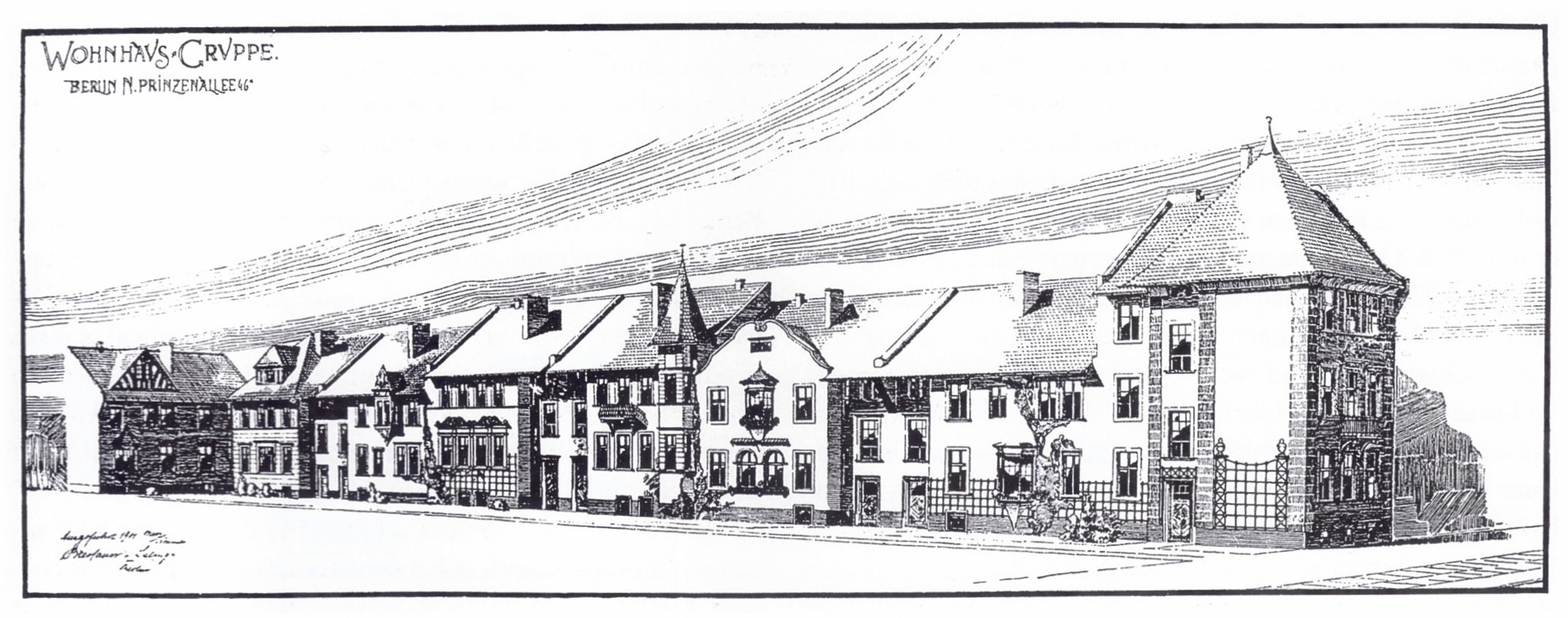
Wohnhausgruppe Prinzenallee 46a, genannt „Rote Häuser“ aus dem Jahr 1901 von Breslauer und Salinger

Rote Häuser ist die populäre Bezeichnung für eine Zeile von acht Wohnhäusern auf den Grundstücken Prinzenallee 46a–46h im Berliner Ortsteil Gesundbrunnen, die der sozialdemokratische Politiker und Verleger Hugo Heimann 1901 errichten ließ, um Berliner Sozialdemokraten die Wahl zu Mitgliedern der Stadtverordnetenversammlung zu ermöglichen.

## Hintergrund

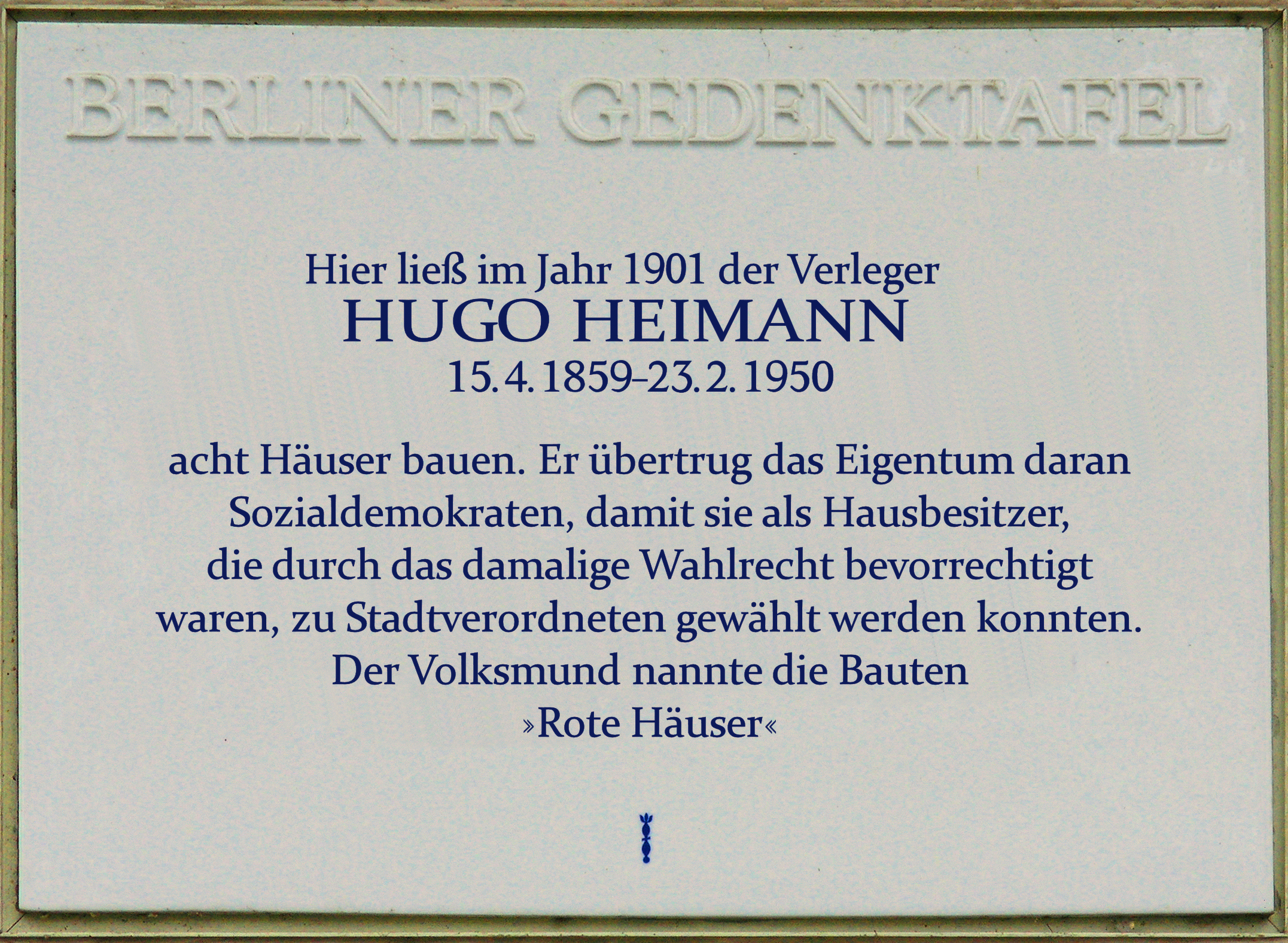
Gedenktafel für Hugo Heimann an der Prinzenallee 46a

Da die Wahl als Abgeordneter in die Berliner Stadtverordnetenversammlung für 2⁄3 der Sitze an Grundbesitz gebunden war, mussten auch 2⁄3 der SPD-Abgeordneten Grundbesitzer sein, was aufgrund der Herkunft der Kandidaten meist nicht der Fall war. Um diese Einschränkung zu umgehen, ließ der Sozialdemokrat Hugo Heimann die kleine Siedlung an der Prinzenallee errichten und die Eigentumsrechte an Sozialdemokraten übertragen, die somit wählbar waren. Diese Funktion behielten sie bis zum Ende des Kaiserreichs bei.

## Siedlung

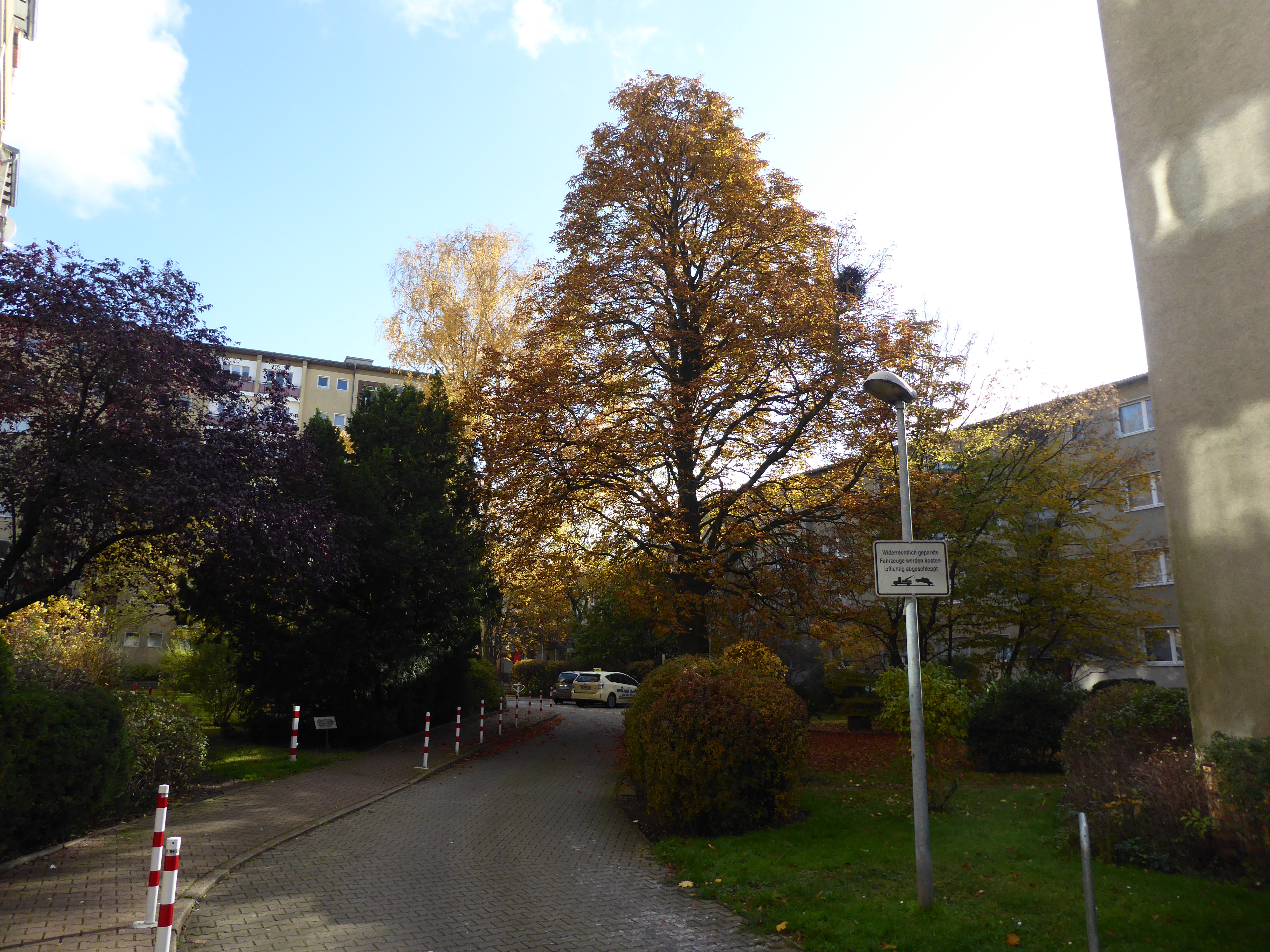
Neubebauung der ehemaligen Siedlung

1901 entstanden auf dem Grundstück acht zwei- und dreigeschossige Wohnhäuser mit großzügigem Grundriss und Vorgärten, die meist von zwei Parteien bewohnt wurden. Architekten waren der mit Heimann befreundete Paul Salinger und dessen Büropartner und Schwager Alfred Breslauer. Als Eigentümer traten unter anderen Karl Liebknecht, Paul Singer, Eduard Bernstein, Wilhelm Pfannkuch und Hermann Weyl auf – ohne selbst in diesen Häusern zu wohnen. In den Häusern wohnten überwiegend Facharbeiter und Handwerker, zumeist SPD-Mitglieder. Vier Häuser wurden im Zweiten Weltkrieg zerstört, die anderen vier schwer beschädigt. 1958 erwarb der Vaterländische Bauverein das Grundstück zum Bau einer neuen Wohnbebauung, 1960 entstanden hier dreigeschossige Wohnhäuser im typischen Stil der 1960er Jahre.